# Joanna Jaśkowiak
Joanna Jaśkowiak z domu Bobrowska (ur. 6 listopada 1965 w Poznaniu) – polska prawniczka, notariusz, działaczka społeczna, posłanka na Sejm IX kadencji (2019–2023).

## Życiorys
Absolwentka prawa na Wydziale Prawa i Administracji Uniwersytetu im. Adama Mickiewicza w Poznaniu. Po studiach odbyła aplikację sądową, a później aplikację notarialną. W 1996 otworzyła własną kancelarię notarialną w Kórniku. Przez dwie kadencje była członkiem Rady Izby Notarialnej w Poznaniu oraz okręgowej komisji egzaminacyjnej do spraw aplikacji notarialnej.
Działaczka na rzecz praw kobiet, została członkinią Rady Programowej Stowarzyszenia Kongres Kobiet, zajęła się też wspieraniem Ogólnopolskiego Strajku Kobiet. Zyskała rozgłos, gdy w 2017 zarzucono jej wykroczenie publicznego używania słów wulgarnych (podczas wystąpienia na jednym z wieców OSK); ostatecznie została uniewinniona.
W wyborach samorządowych w 2018 kandydowała do Sejmiku Województwa Wielkopolskiego w okręgu wyborczym nr 1 (obejmującym obszar miasta na prawach powiatu Poznania) na liście Koalicji Obywatelskiej z poparciem Platformy Obywatelskiej. Uzyskała mandat radnej sejmiku wielkopolskiego VI kadencji, otrzymując 30 892 głosy.
W wyborach parlamentarnych w 2019 wystartowała do Sejmu w okręgu poznańskim z pierwszego miejsca na liście Koalicji Obywatelskiej. Otrzymała 67 822 głosy, co było najwyższym indywidualnym wynikiem w okręgu, i uzyskała mandat posłanki IX kadencji. Nie ubiegała się o reelekcję w wyborach w 2023.

## Wyniki wyborcze
| Wybory | Komitet Wyborczy | Komitet Wyborczy     | Organ                                          | Okręg           | Wynik           |
| ------ | ---------------- | -------------------- | ---------------------------------------------- | --------------- | --------------- |
| 2018   |                  | Koalicja Obywatelska | Sejmik Województwa Wielkopolskiego VI kadencji | nr 1            | 30 892 (13,93%) |
| 2019   | Sejm IX kadencji | Koalicja Obywatelska | nr 39                                          | 67 822 (13,18%) |                 |

## Życie prywatne
Córka Jerzego i Marii. Została żoną Jacka Jaśkowiaka (późniejszego prezydenta Poznania), z którym ma syna Jarosława. W 2017 złożyła pozew o rozwód.
Zamieszkała w Poznaniu na Jeżycach.